# Ольстин Олексич
Ольстин Олексич (д.-рус. Ѡльстин Ѡлеѯч; нар. не пізніше 1140-х — пом. по 1185) — давньоруський державний, а головно військовий діяч XII століття, воєвода чернігівського князя Ярослава Всеволодовича. 
Джерелами згадується єдино під 1185 роком: на його початку вів переговори з половцями, а відтак взяв участь у поході кн. Ігоря Святославича на степ (1185). Висловлювалась гадка про тотожність О. Олексича рязанському боярину, що воював на р. Колокша (1177). Інша ж гіпотеза приписує йому авторство Слова о полку Ігоревім.    

## Життєпис
У збережених джерелах подибуються лишень дві надійні згадки про нього, обидві — в Іпатіївському літописі. Під 1184 р. половецький хан Кончак здійснив набіг на Південну Русь і, спинившись на ріці Хоролі, запропонував Ярославу Всеволодовичу Чернігівському укласти мир. Той, «не відаючи підступу», вирядив до половців «мужа свого» (можливо, боярина) Ольстина Олексича, знехтувавши пересторогою Святослава Всеволодовича не йняти їм віри. Невдовзі ряд південноруських князів рушив проти Кончака й завдав тому поразки. Ярослав же від участі відмовився, оскільки не хотів на «свойого мужа поїхати».
У 1185 році князь послав Олексича з дружиною ковуїв (легкої кінноти) на підмогу своєму новгород-сіверському васалу Ігорю Святославичу для походу на степ, причім літописець уточнює, що Ольстин був «Прохоровим внуком». Перша сутичка з половцями завершилась легкою перемогою русичів: воєвода зі своїм полком розташувавсь попереду, а коли ворог пустився навтьоки, ринув втропі. 
У подальших подіях, описаних літописцем, Ольстин не згадується, проте зазначається, що вирішальної миті серед ковуїв зчинилось замішання і вони побігли. Князь Ігор марно силкувався зупинити їх, натомість сам втрапив до полону. За словами літописця, половці «воєводу схопили, — той був раніш поранений». Про кого йдеться, не зрозуміло: це міг бути й сам Олексич, що пояснює відступ ковуїв, або ж якийсь інший воєначальник.
Новгородський четвертий літопис згадує ще одного Ольстина, без по батькові, — рязанського боярина, який опинився в полоні Всеволода «Велике Гніздо» унаслідок битви на р. Колокша (1177). Укупі з іншими бранцями його поволокли до Владимира, подальша доля невідома. Літописець мимохідь відмічає, що декількох рязанських бояр тоді стратили, а якихось помилували й відпустили додому.

## Гіпотези
Дослідник «Слова о полку Ігоревім» Михайло Тимофійович Гойгел-Сокол висунув гадку, що дід О. Олексича — Прохор — це спом'янутий В. Татищевим Прохор Васильович, тивун і коханець другої дружини Мстислава Великого, висланий останнім до Полоцька, де й помер в порубі. Батько Ольстина, на думку того ж автора, — Олекса дворьский, приближений київського князя Мстислава Ізяславича, взятий у полон військами Андрія Боголюбського (1169).
Гойгел-Сокол вибудовує гіпотетичну біографію Ольстина, мовляв, той служив воєначальником у Мстислава Ізяславича, укупі з батьком був пригнаний до Владимира, там служив Боголюбському думцем, згодом Глібу Ростиславичу Рязанському (як «думець і воєвода»), і зрештою Ярославу Всеволодовичу «думцем, послом і воєводою». Ольстин в рамках цієї гіпотези став інформатором автора Іпатіївського літопису щодо подій 1184—1185 рр. й навіть написав «Слово о полку Ігоревім». «Про його знання, освіченість, ерудиції, — твердив Гойгел-Сокол, — говорить сама за себе „Пісня“».
Версія Гойгел-Сокола стала благодатним підґрунтям для безлічі припущень (наукових і дилетантських), де фігурують можливі автори пам'ятки. Український історик-аматор Борис Яценко підтримав її, заявивши, що залученість Олексича «прослідковується досить чітко». На противагу літературознавець Лев Дмитрієв зазначає, що дані зі «Слова» не можуть використовуватися для характеристики боярина, позаяк його авторство ще слід довести. Версію Гойгел-Сокола він назвав «здогадами…, які не мають під собою неупереджених об'єктивних даних». Прикметно, але вже Микола Карамзін уважав оповідку про Прохора Васильовича «непристойною байкою», запозиченою в Яна Длугоша.
Філолог В. Ю. Франчук припустила, що О. Олексич міг доводитись нащадком когось із племені касогів, які переселились на Русь з Тмуторокані в X—XI століттях.
Також є версія про варязьке походження Ольстина. На це вказує факт, що варяги з X ст. селилися на Чернігівщині. При цьому «Ольстин» є зміненим шведським ім'ям «Гальстен» за аналогом зміни «Гельге» на «Олег» .

### Первинні
- Літопис Руський. Роки 1175—1184 / пер. з давньорус. Л. Є. Махновця; відп. ред. О. В. Мишанич. — Київ, 1989.
- Літопис Руський. Роки 1185—1195 / пер. з давньорус. Л. Є. Махновця; відп. ред. О. В. Мишанич. — Київ, 1989.

### Вторинні
- Бубенок О. Б. Касоги в Киеве // Вестник Кабардино-Балкарского института гуманитарных исследований. — Нальчик, 2015. — № 3 (26). — С. 7—20.
- Карамзин Н. М. История государства Российского. — М. : Наука, 1991. — Т. 2. — 832 с. — ISBN 5-02-009493-5.
- Кучкин В. А. Ковуи: расселение, статус, миграции // Вестник ТвГУ. Серия «История». — Днепропетровск, 2019. — № 1 (49). — С. 4—18.
- Лихачёв Д. С. «Слово о полку Игореве». — М. : Просвещение, 1976. — 175 с.
- Нагірний В. Із студій над елітами Чернігівської землі: воєвода Ольстин Олексич // Сіверянський літопис. — 2024. — № 6. — С. 19-28.
- Рыбаков Б. А. «Слово о полку Игореве» и его современники. — Наука, 1971. — 295 с.
- Сокол М. Т. К вопросу о творце «Песни о полку Игореве» // Некоторые вопросы отеч. историографии и источниковедения: Сборник научных статей. — Днепропетровск, 1976. — № 3. — С. 50—78.
- Татищев В. Н. История Российская. — М., Л. : Наука, 1964. — Т. 4.
- Энциклопедия «Слова о полку Игореве». — СПб. : Дмитрий Буланин, 1995.
- Яценко Б. І. Про концепцію «Слова о полку Ігоревім» // Березіль. — 1993. — № 7—8. — С. 139—157.